# Hydractinia uchidai
Hydractinia uchidai är en nässeldjursart som beskrevs av Yamada 1947. Hydractinia uchidai ingår i släktet Hydractinia och familjen Hydractiniidae. Inga underarter finns listade i Catalogue of Life.